# Jon Arbuckle
Jonathan Q. Arbuckle es un personaje ficticio, deuteragonista de la tira cómica de Garfield de Jim Davis. 
También aparece en la serie de televisión animada Garfield and Friends y The Garfield Show, dos películas de acción real / CGI y tres películas CGI Garfield: The Movie (2004), Garfield: A Tail of Two Kitties (2006) y The Garfield Movie (2024).
Jon es el dueño de Garfield, un rollizo gato anaranjado con rayas negras y del perro Odie. Caricaturista de profesión, se le presenta en gran medida como un geek cómico y torpe.

## Personaje
El personaje de Jon Arbuckle fue concebido originalmente por Jim Davis como autor sustituto y fue el personaje principal de la tira cómica Jon, creada por Davis en 1976 y distribuida en el periódico de Indiana The Pendleton Times. 
Jon presentó a Jon Arbuckle junto a su gato, Garfield, y un perro llamado "Spot", que finalmente evolucionaría a Odie.
Davis decidió reemplazar a Jon con Garfield como personaje principal, y la tira renombrada Garfield logró la distribución nacional en 1978. 

## Caracterización
Muchos de los rasgos del carácter de Jon los comparte con su autor, quien también es caricaturista, creció en una granja y nació el 28 de julio.

## Recepción
Jon Arbuckle fue votado como el número uno en la lista de "Los personajes de cómics más deprimidos". 

## Películas y series
- Garfield y sus amigos (Serie 1988-1994)
- Garfield: la película (Película 2004)
- Garfield 2 (Película 2006)
- El show de Garfield (Serie 2009-2016)
- Garfield Originals (Serie 2019-2020)
- Garfield: Fuera de casa (Película 2024)